# البيانو الآلي (رواية)
تعد رواية «البيانو الآلي» أول رواية للكاتب الأمريكي «كورت فونيجت»، التي نُشرت في عام 1952. تُصور عالم الواقع المرير للتشغيل الآلي (الأتمتة)، وتصف تأثيره السلبي الممكن على جودة الحياة. تدور أحداث القصة في مجتمع في المستقبل القريب مُمكنن بالكامل تقريبًا، ما يلغي الحاجة إلى العمال البشر. تخلق المكننة واسعة النطاق صراعًا بين الطبقة العليا الغنية، المتمثلة بالمهندسين والمدراء، الذين يحافظون على عمل المجتمع، والطبقة الدنيا، التي استُبدلت مهاراتها وغرض وجودها في المجتمع بالآلات. يستخدم الكتاب السخرية والعاطفية، واللتان أصبحتا علامات مميزة تطورت أكثر في أعمال فونيجت اللاحقة.

## الحبكة
تدور أحداث البيانو الآلي في المستقبل القريب، بعد حرب عالمية ثالثة. بينما كان معظم الأميركيين يقاتلون في الخارج، واجه المدراء والمهندسون في البلاد مشكلة القوة العاملة المستنزفة واستجابوا لحل المشكلة بتطوير أنظمة آلية مبتكرة سمحت للمصانع بالعمل مع عدد قليل من العمال. تبدأ الرواية بعد عشر سنوات من الحرب، عندما استُبدل معظم عمال المصانع بالآلات. يُصور تشعب السكان من خلال تقسيم بلدة إليوم في نيويورك إلى «المسكن»، حيث يعيش كل شخص ليس مدير أو مهندس، وإلى المنطقة في الجانب الآخر من النهر، حيث يعيش جميع المهندسين والمدراء.
تُطور رواية البيانو الآلي حبكة بخطين متوازيين يلتقيان لفترة وجيزة فقط ثم بصورة أقل، في بداية الرواية ونهايتها. يتبع خط سير الأحداث الأكثر بروزًا بطل الرواية، الدكتور بول بروتيوس (يشار إليه باسم بول)، وهو مدير مصنع ذكي يبلغ من العمر 35 عامًا لشركة إليوم ووركس. يتبع خط سير الأحداث الثانوي الجولة الأمريكية للشاه براتبور، الزعيم الروحي لستة ملايين نسمة في دولة بعيدة غير نامية.
الغرض من هذين الخطين لسير الأحداث هو إعطاء منظورين للنظام: أحدهما من الداخل الذي يرمز للنظام، والمنظور الآخر من الخارج الذي يُقيّمه. بول، لكل النوايا والأغراض، هو تجسيد حي لما ينبغي لرجل من داخل النظام أن يسعى ليكون، والشاه زائر من ثقافة مختلفة جدًا، وبالتالي يطبق سياقًا مختلفًا تمامًا على ما يراه في جولته.
يتبع خط سير الأحداث الرئيسي تطور شخصية بول من شخصية ثانوية غير ناقدة في النظام إلى أحد منتقديه الصريحين. كان والد بول، جورج، أول «مدير وطني ومدير للصناعة والتجارة والاتصالات التجارية والمواد الغذائية والموارد». كان جورج يتمتع بالسيطرة الكاملة على اقتصاد الأمة وكان أقوى من رئيس الولايات المتحدة. ورث بول سمعة والده ومكانته الاجتماعية، لكنه أضمر استياءًا غامضًا من النظام الصناعي ومساهمته في المجتمع. يزداد صراعه مع هذا الضيق الذي لا يمكن التغلب عليه عندما يبلغه إد فينيرتي، الصديق القديم الذي حظي دائمًا باحترام كبير عند بول، أنه استقال من وظيفته الهندسية الهامة في واشنطن العاصمة. يزور بول وفينيرتي حانة في قطاع «المسكن» من المدينة، حيث يعيش العمال الذين استُبدلوا بالآلات حياتهم الخالية من المغزى في منازل منتجة بالجملة. هناك، يلتقون مع وزير الأساقفة، لاشر، الذي يملك شهادة ماجستير آداب في علم الإنسان، والذي استخدم الكلمات للتعبير عن ظلم النظام الأمر الذي لم يكن يلمسه المهندسان إلا بإبهام. عرفوا بعد فترة قريبة أن لاشر زعيم جماعة متمردة تعرف باسم «مجتمع قميص الشبح»، وانضم فينيرتي فورًا إليه. لم يكن بول جريئًا بما يكفي لكي يترك كل شيء ويقطع بشكل واضح صلاته، كما فعل فينيرتي، إلا أن طلب منه رؤساؤه خيانة فينيرتي ولاشر. على الرغم من ذلك، اشترى بول سراً مزرعة متهدمة، أدارها وريث مسن لأصحابها السابقين. كانت نية بول هي أن يبدأ حياة جديدة ويعيش من غلة هذه الأرض مع زوجته، أنيتا، لكن أنيتا شعرت بالاشمئزاز من رغبة بول في تغيير نمط حياتهم بشكل جذري. علاقة بول وأنيتا علاقة ذات حواجز عاطفية وخلافات شخصية. تزوجت هي وبول بسرعة عندما بدا أنها حامل، ولكن اتضح أن أنيتا كانت عقيمة وأنه كان مجرد حمل كاذب. «من بين جميع الناس على الجانب الشمالي من النهر، كانت أنيتا هي الوحيدة التي كان ازدرائها للموجودين في المسكن ممزوجًا بالكراهية النشطة... إذا دُفع بول أن يكون قاسيًا للغاية معها، فإن أقسى شيء يمكن أن يفعله... أن يشير إليها متسائلًا عن سبب كرهها [المسكن - هومستيد] بتلك الطريقة: لو لم يتزوجها، فالمسكن هو المكان الذي كانت ستكون فيه، وستكون بالصورة التي هي عليها».

## روابط خارجية
- بيانو آلي (رواية) على موقع الموسوعة البريطانية (الإنجليزية)